# Eurogroupe (OTAN)
Pour les articles homonymes, voir Eurogroupe (homonymie).
L’Eurogroupe est le nom donné à un groupement des États européens de l'Organisation du traité de l'Atlantique nord (OTAN) ayant existé entre 1968 et 1994.

## Histoire
Créé en 1968, l'Eurogroupe a notamment permis les États européens de mener des exercices et programmes dans le domaine médical (EUROMED) et dans celui de la télécommunication.
Le 24 mai 1993, les États participant ont réparti les programmes développés entre l'Otan (pour EUROMED) et l'Union de l'Europe occidentale (pour EUROCOM).
Le groupe fut officiellement dissous le 1er janvier 1994.

## Membres
Les membres de l'Eurogroupe étaient :
- l'Allemagne (la République fédérale allemande) ;
- la Belgique ;
- le Danemark ;
- la Grèce ;
- l'Italie ;
- le Luxembourg ;
- la Norvège ;
- les Pays-Bas ;
- le Portugal ;
- le Royaume-Uni.

## Sources